# Armée révolutionnaire de Bougainville
Pour les articles homonymes, voir ARB, BRA et Armée révolutionnaire.
L'Armée révolutionnaire de Bougainville (ARB, anglais : Bougainville Revolutionary Army, BRA) est un mouvement indépendantiste de l'île Bougainville créé en 1988 qui lutte pour le détachement de l'île vis-à-vis de la Papouasie-Nouvelle-Guinée. En 2001, un accord de paix conféra l'autonomie à l'île, et le commandant de l'ARB Joseph Kabui, mort en 2008, devint son premier président en 2005.

## Contexte
Géographiquement et ethniquement, tout rattache l'île à l'archipel des Salomon. La population de l'île est très largement mélanésienne. Néanmoins, l'île de Bougainville devint l'une des 19 provinces de la Papouasie-Nouvelle-Guinée en raison de sa colonisation par les Allemands plutôt que par les Britanniques, qui avaient déjà occupé tout le reste de l'archipel des Salomon. Dès les années 1960, un petit courant séparatiste vit le jour, avec la création de l'association des Blackskins en 1968, du nom donné aux insulaires mélanésiens, puis du mouvement nationaliste Napidakoe Navistu l'année suivante. 
Il milita sans succès en faveur d'un référendum sur la sécession de l'île du reste de la Papouasie-Nouvelle-Guinée. Le débat fut relancé à la veille de l'indépendance de la Papouasie-Nouvelle-Guinée. En mai 1975, le gouvernement provincial de Bougainville vota la sécession de l'ile, et le 1er septembre 1975 — quinze jours avant l'indépendance officielle de la Papouasie-Nouvelle-Guinée — le chef de l'exécutif provincial proclama unilatéralement l'indépendance de l'île. Le pouvoir papou de Port Moresby, capitale de la Papouasie-Nouvelle-Guinée, mit dès le mois d'octobre un terme à ce simulacre d'indépendance, sans que l'île ait été reconnue par aucun état. Mais le combat nationaliste n'était pas terminé, et prit même une dimension violente dans les années 1980.
Le conflit portait notamment sur l'utilisation des ressources minières de l'île. La quatrième plus grande mine de cuivre à ciel ouvert du monde, la mine de Panguna, se trouve sur l'île, exploitée depuis 1972 par la Bougainville Copper Ltd. (BCL), filiale australienne de la multinationale Conzinc Rio Tinto. Les minerais extraits de Panguna constituaient 45 % des exportations totales de la Papouasie-Nouvelle-Guinée dans les années 1980, et 17 % des revenus du gouvernement central. Le gouvernement de la Papouasie-Nouvelle-Guinée, actionnaire de la BCL, a laissé à la compagnie toute liberté sur place, ce qui a entraîné des expropriations douteuses, ainsi qu'une pollution importante et une lourde déforestation. En outre, la main d'œuvre immigrée papoue était préférée aux insulaires. Dès le milieu des années 1960, les propriétaires terriens de l'île ont porté plainte contre la BCL, sans succès. L'échec de cette stratégie de "guérilla juridique"  explique en partie le basculement vers la lutte armée à la fin des années 1980.

## Conflit indépendantiste, accord de paix et suites
L'ARB a proclamé l'indépendance de Bougainville en 1989, établissant le gouvernement intérimaire de Bougainville, ce qui eut pour effet d'augmenter l'intensité du conflit entre les indépendantistes et l'armée de Papouasie-Nouvelle-Guinée, soutenue par l'Australie. En une dizaine d'années, le conflit a fait environ 10 000 victimes dont plus des deux tiers parmi la population civile. Port Moresby a imposé un blocus sur l'île en 1990, partiellement levé en 1997, qui a aggravé les conditions sanitaires de la population. 2 000 personnes se sont réfugiées dans l'archipel des Salomon et plusieurs milliers dans des camps, ou care centers . Le relief et la végétation de l'île fournit un cadre propice à la guérilla.
La déclaration Honiara de cessez-le-feu a été signée en janvier 1991, mais la trêve a vite été rompue. En 1996, l'ARB a accusé l'armée papou-néo-guinéenne d'avoir utilisé du phosphore blanc, une arme chimique interdite. 
Bill Skate, du National Congress Party, a été élu Premier ministre de Papouasie-Nouvelle-Guinée en 1997 en partie sur un programme d'apaisement du conflit. Il nomme l'ancien rebelle bougainvillais Sam Akoitai au poste de ministre pour Bougainville. Un nouveau cessez-le-feu fut donc signé, amenant l'ARB à une trêve dans les combats.
En 2001, un accord de paix a été signé, entre autres par le commandant de l'ARB Joseph Kabui, qui remporta en 2005 l'élection présidentielle de Bougainville, en tant que candidat du Congrès du peuple de Bougainville (54,8 % des voix), devenant ainsi le premier président de la province autonome (2005-2008), avec pour vice-président John Tabinaman,. Ishmael Toroama, l'un des commandants de l'ARB et signataire de l'accord de paix de 2001, est élu à son tour président de Bougainville en 2020, avec pour tâche de négocier avec la Papouasie-Nouvelle-Guinée l'indépendance de Bougainville décidée par référendum en 2019.